# Cöthener FC Germania 03
Maillots
Le Cöthener FC Germania 03 est un club allemand de football localisé dans la ville à Köthen, dans la Saxe-Anhalt.
Jusqu’en 1927, la ville de Köthen s’écrivit Cöthen.

## Histoire

### De 1903 à 1945
Le club fut créé en 1903. IL joua dans les compétitions de la Verband Mitteldeutscher Fussball-Vereine (VMBV), mais il n’obtint aucun résultat probant et resta dans l’ombre de son voisin du SV Cöthen 02.
En 1945, le club fut dissous par les Alliés, comme tous les clubs et associations allemands (voir Directive n°23). Il fut reconstitué assez rapidement sous l’appellation SG Köthen-Süd, alors qu’assez curieusement, le SV 02, plus titré et plus connu, ne fut pas reconstitué
La ville de la Köthen et toute la Saxe-Anhalt se retrouvèrent en zone soviétique puis en RDA à partir de 1949.

### Époque de la RDA
Le cercle eut alors l’existence de la majorité des équipes d’Allemagne de l’Est, il changea de structure et de nom selon les envies et humeurs des dirigeants politiques communistes. Ainsi de 1949 à 1990, le SG Köthen-Süd fut renommé plusieurs fois sur peu de temps: KWU Köthen, Vorwärts Köthen, Stahl Köthen ou encore Union Köthen.
Sur le plan sportif, le club reprit les compétitions dans le Championnat de Saxe-Anhalt organisé dans la zone soviétique. En 1952, le cercle fut renommé BSG Motor Köthen et devint un des fondateurs de la Bezirksliga Halle. Il fut relégué après la saison initiale mais y remonta en 1955 et devint un bon club de milieu de classement.
En 1962, le Motor Köthen remporta la Bezirksliga Halle devant le Chemie Leuna et monta en II. DDR-Liga, à l’époque le 3e niveau de la Deutscher Fussball Verband (DFV). Le club termina 4e et resta au niveau 3, alors la II. DDR-Liga disparaissait et laissait la place à 15 Berzirksligen.
Le BSG Motor Köthen rejoua en Bezirksliga Halle jusqu’en 1972. Il manqua parfois de peu la montée en DDR-Liga, échouant derrière le Chemie Wolfen ou le Chemie Buna Schkopau.
Après 1972, Motor Köthen joua à l’ascenseur (fahstrhlmannschaft) entre les 3e et 4e niveau de la hiérarchie est-allemande.

### Depuis 1990
Après la réunification allemande de 1990, le BSG Motor Köthen redevint un organisme civil et fut renommé KSV Germania Köthen 90.
En 1995, le club fut rebaptisé Cöthener FC Germania 03, reprenant expressément l’ancienne orthographe de la ville dans sa dénomination en souvenir de l’ancien club. Après une brève collaboration avec le HG 85 Köthern, le club retrouva son indépendance, le 1er février 2002 sous l’appellation de Cöthener FC Germania 03.
Il évolue depuis dans la Landesklasse Sachsen-Anhalt, soit le 8e niveau de la hiérarchie de la DFB.

## Palmarès
- Champion de la Bezirksliga Halle (IV): 1962.

## Personnalités
- Danny Fuchs
- Karsten Oswald
- Manfred Vogel